# 청도고등학교
청도고등학교(淸道高等學校)는 대한민국 경상북도 청도군 청도읍 고수리에 있는 사립 고등학교이다.

## 학교 연혁
- 1953년 1월 17일 : 학교법인 남평학원 설립 인가
- 1953년 1월 17일 : 초대 이사장 문명봉 취임
- 1953년 2월 24일 : 청도중학교 설립 인가(6학급)
- 1953년 2월 26일 : 초대 교장 허삼극 취임
- 1973년 12월 11일 : 학교법인 청도학원으로 변경
- 1974년 1월 3일 : 청도여자고등학교 설립 인가(6학급)
- 1974년 3월 4일 : 청도여자고등학교 개교
- 1985년 11월 30일 : 청도여자고등학교 학급 증설 인가(15학급)
- 1994년 12월 30일 : 기숙사 준공(지하 1층, 지상 2층)
- 1997년 12월 26일 : 학교 본관동(4층) 완공
- 1999년 9월 1일 : 강당 및 다목적 생활관(石楚館) 준공
- 2006년 8월 30일 : 학교 도서관 현대화 사업 완공
- 2007년 2월 28일 : 여학생 기숙사 증축 및 남학생 기숙사 개축
- 2007년 3월 1일 : 청도중·고등학교로 교명 변경
- 2008년 9월 9일 : 기숙사(學優堂) 준공
- 2009년 11월 15일 : 잔디운동장 준공
- 2009년 12월 17일 : 경상북도교육청 지정 자율학교
- 2011년 3월 3일 : 교육과학기술부 교육과정 혁신형 창의경영학교 지정
- 2011년 4월 22일 : 선진형 교과교실제 지정
- 2012년 9월 19일 : 제4대 이사장 박재규 취임
- 2016년 1월 18일 : 교육부지정 연구학교 지정(과학중점)
- 2020년 12월 9일 : 고교학점제 선도학교 지정
- 2022년 3월 1일 : 제10대 교장 강호율 취임
- 2023년 12월 28일 : 제48회 졸업, 졸업생 총수 7,958명

## 참고 자료
- 청도고등학교 - 한국교육학술정보원 학교알리미